# Temporada da Stock Car Brasil de 1982
O Campeonato Stock Car de 1982 foi a 4ª edição promovida pela Confederação Brasileira de Automobilismo (CBA) da principal categoria do automobilismo brasileiro.
O vencedor foi o piloto Alencar Jr.
Foi o primeiro ano de Wilson Fittipaldi Jr na categoria, cuja estréia se deu na prova disputada em Brasília/DF, em 04 de abril de 1982.
Contexto histórico
Foi criada em 1977 para ser uma alternativa à extinta Divisão 1 (D1), que corria com as marcas Chevrolet (Opala) e Ford (Maverick). Isso ocorreu pelo desinteresse do público e dos patrocinadores por se tornar uma categoria monomarca, dada a superioridade dos modelos Chevrolet. Para que isso não ocorresse, a General Motors criou uma nova categoria, que unia desempenho e sofisticação. O nome foi um golpe de mestre, pois além de emular o nome da famosa categoria americana, a NASCAR, desviava a atenção da marca única.
A primeira prova ocorreu em 22 de abril de 1979, no Autódromo de Tarumã, no Rio Grande do Sul. A criação da categoria foi a melhor resposta a um antigo anseio de uma comunidade apaixonada por carros de corrida, ou seja, uma categoria de Turismo que unisse desempenho e sofisticação.
Regulamento
O regulamento foi criado para limitar os custos, procurando equilíbrio, sem comprometer as performances dignas das competições internacionais.

## Equipes e pilotos
| Equipe                                   | Construtor | Carro                        | Pneu | N.°                   | Nome do piloto          | Rodada |
| ---------------------------------------- | ---------- | ---------------------------- | ---- | --------------------- | ----------------------- | ------ |
| Equipe Coca-Cola Brasil/Polwax           | Chevrolet  | Opala 250-S 4.1L 171cv Coupé | C    |                       | Paulo Gomes             | Todas  |
| Equipe Coca-Cola Brasil/Polwax           | Chevrolet  | Opala 250-S 4.1L 171cv Coupé | C    | Thiago Grison         |                         |        |
| Equipe Johnson                           | Chevrolet  | Opala 250-S 4.1L 171cv       | P    |                       | Ingo Hoffmann           | Todas  |
| Equipe Johnson                           | Chevrolet  | Opala 250-S 4.1L 171cv       | P    | Oswaldo Drugovich Jr. |                         |        |
| Giaffone Motorsport                      | Chevrolet  | Opala 250-S 4.1L 171cv Coupé | M    |                       | Zeca Giaffone           | Todas  |
| Giaffone Motorsport                      | Chevrolet  | Opala 250-S 4.1L 171cv Coupé | M    | Sidney Alves          |                         |        |
| Spinelli Racing                          | Chevrolet  | Opala 250-S 4.1L 171cv Coupé | C    |                       | Olimpio Alencar Jr      | Todas  |
| Spinelli Racing                          | Chevrolet  | Opala 250-S 4.1L 171cv Coupé | C    |                       | Marcos Gracia           | Todas  |
| Equipe Havoline-Texaco                   | Chevrolet  | Opala 250-S 4.1L 171cv Coupé | P    |                       | Reinaldo Campello       | Todas  |
| Equipe Havoline-Texaco                   | Chevrolet  | Opala 250-S 4.1L 171cv Coupé | P    | Luiz Pereira Bueno    |                         |        |
| Team Metalpó                             | Chevrolet  | Opala 250-S 4.1L 171cv Coupé | B    |                       | Alfredo Guaraná Menezes |        |
| Team Metalpó                             | Chevrolet  | Opala 250-S 4.1L 171cv Coupé | B    | Wagner França         |                         |        |
| Castrol Racing                           | Chevrolet  | Opala 250-S 4.1L 171cv Coupé | M    |                       | Fernando Tradt          |        |
| Castrol Racing                           | Chevrolet  | Opala 250-S 4.1L 171cv Coupé | M    | Carlos Drumond        |                         |        |
| Bastos Racing Team                       | Chevrolet  | Opala 250-S 4.1L 171cv       | C    |                       | Rodrigo Mello           |        |
| Rothmans International                   | Chevrolet  | Opala 250-S 4.1L 171cv       | P    |                       | Mauro Turcatel          |        |
| Boettger Competições                     | Chevrolet  | Opala 250-S 4.1L 171cv       | C    |                       | Ricardo Baptista        |        |
| Claude Bess Stock Cars                   | Chevrolet  | Opala 250-S 4.1L 171cv       | P    |                       | Wilson Fittipaldi Jr    | Todas  |
| Claude Bess Stock Cars                   | Chevrolet  | Opala 250-S 4.1L 171cv       | P    | Vignaldo Fizio        |                         |        |
| Cedro Cereais/Pneulândia/Fabidan Company | Chevrolet  | Opala 250-S 4.1L 171cv Coupé | B    |                       | José Cangueiro          |        |
| Charm Equipe                             | Chevrolet  | Opala 250-S 4.1L 171cv Coupé | M    |                       | Eraldo Rosa             |        |
| Refricentro/Macarrão Eme-Gê Autosport    | Chevrolet  | Opala 250-S 4.1L 171cv Coupé | P    |                       | Dirceu Raupp Jr         |        |
| Refricentro/Macarrão Eme-Gê Autosport    | Chevrolet  | Opala 250-S 4.1L 171cv Coupé | P    | José Luís Barrinuevo  |                         |        |
| Dimep Grand Prix                         | Chevrolet  | Opala 250-S 4.1L 171cv Coupé | C    |                       | Francisco Martin        |        |
| Dimep Grand Prix                         | Chevrolet  | Opala 250-S 4.1L 171cv Coupé | C    | Antonio Martins       |                         |        |
| Touring/Molykote/Renocap Team            | Chevrolet  | Opala 250-S 4.1L 171cv Coupé | C    |                       | Luiz Alberto Pereira    |        |
| Só Eixos/Carretas FG Racing              | Chevrolet  | Opala 250-S 4.1L 171cv Coupé | C    |                       | Sylvio de Barros        |        |
| Só Eixos/Carretas FG Racing              | Chevrolet  | Opala 250-S 4.1L 171cv Coupé | C    | Guilherme Mottur      |                         |        |
| Caster Competições                       | Chevrolet  | Opala 250-S 4.1L 171cv Coupé | P    |                       | Márcio Mauro            |        |
| Caster Competições                       | Chevrolet  | Opala 250-S 4.1L 171cv Coupé | P    | Leonardo Sánchez      |                         |        |
| Drible/Ótica Catumbi Motors              | Chevrolet  | Opala 250-S 4.1L 171cv Coupé | P    |                       | Ricardo Fontanari       |        |
| Oxigeral GP                              | Chevrolet  | Opala 250-S 4.1L 171cv Coupé | M    |                       | Paulo Valiengo          |        |
| Oxigeral GP                              | Chevrolet  | Opala 250-S 4.1L 171cv Coupé | M    | Vanderley de Brito    |                         |        |
| Forbox Corporation                       | Chevrolet  | Opala 250-S 4.1L 171cv Coupé | C    |                       | Luiz Aladino Osorio     |        |
| Forbox Corporation                       | Chevrolet  | Opala 250-S 4.1L 171cv Coupé | C    | Clóvis Navarro        |                         |        |
| Kohlbach Engineering                     | Chevrolet  | Opala 250-S 4.1L 171cv       | C    |                       | Julio Tedesco           |        |
| Kohlbach Engineering                     | Chevrolet  | Opala 250-S 4.1L 171cv       | C    | Pedro Rodrigues       |                         |        |
| Scuderia Bernardini                      | Chevrolet  | Opala 250-S 4.1L 171cv       | M    |                       | Edgar Mello Filho       |        |
| Scuderia Bernardini                      | Chevrolet  | Opala 250-S 4.1L 171cv       | M    | Luiz Carlos Lanzoni   |                         |        |
| Team Marlboro                            | Chevrolet  | Opala 250-S 4.1L 171cv       | P    |                       | Renato Martins          |        |
| Team Marlboro                            | Chevrolet  | Opala 250-S 4.1L 171cv       | P    | Sérgio Drugovich      |                         |        |
| Semer Competições                        | Chevrolet  | Opala 250-S 4.1L 171cv       | G    |                       | Chico Serra             |        |
| Semer Competições                        | Chevrolet  | Opala 250-S 4.1L 171cv       | G    | Gilberto Hidalgo      |                         |        |

## Calendário e resultados

### Etapas
| #  | Circuito                     | Data           | Pole Position      | Volta mais rápida    | Piloto Vencedor    | Equipe Vencedora               |
| -- | ---------------------------- | -------------- | ------------------ | -------------------- | ------------------ | ------------------------------ |
| 1  | GP do Rio de Janeiro         | 7 de março     | Olimpio Alencar Jr | Paulo Gomes          | Olimpio Alencar Jr | Spinelli Racing                |
| 2  | GP do Rio de Janeiro         | 21 de março    | Ingo Hoffmann      | Wilson Fittipaldi Jr | Olimpio Alencar Jr | Spinelli Racing                |
| 3  | GP de São Paulo              | 4 de abril     | Olimpio Alencar Jr | Olimpio Alencar Jr   | Olimpio Alencar Jr | Spinelli Racing                |
| 4  | GP de São Paulo              | 9 de maio      | Olimpio Alencar Jr | Olimpio Alencar Jr   | Olimpio Alencar Jr | Spinelli Racing                |
| 5  | GP de São Paulo              | 30 de maio     | Zeca Giaffone      | Olimpio Alencar Jr   | Ingo Hoffmann      | Equipe Johnson                 |
| 6  | GP do Rio de Janeiro         | 20 de junho    | Olimpio Alencar Jr | Ingo Hoffmann        | Zeca Giaffone      | Giaffone Motorsport            |
| 7  | Troféu Grão-Pará Hotel Group | 3 de julho     | Paulo Gomes        | Ingo Hoffmann        | Paulo Gomes        | Equipe Coca-Cola Brasil/Polwax |
| 8  | GP de Portugal               | 18 de julho    | Reinaldo Campello  | Ingo Hoffmann        | Paulo Gomes        | Equipe Coca-Cola Brasil/Polwax |
| 9  | GP de Curitiba               | 8 de agosto    | Paulo Gomes        | Reinaldo Campello    | Zeca Giaffone      | Giaffone Motorsport            |
| 10 | GP de São Paulo              | 12 de setembro | Zeca Giaffone      | Olimpio Alencar Jr   | Zeca Giaffone      | Giaffone Motorsport            |
| 11 | GP de São Paulo              | 17 de outubro  | Olimpio Alencar Jr | Wilson Fittipaldi Jr | Olimpio Alencar Jr | Spinelli Racing                |

## Classificação

### Campeonato de pilotos
| Pos                                    | Piloto                       | RJO | RJO | SPO | SPO | SPO | RJO | GPA | POR | CTB | SPO | INT | Pts |
| -------------------------------------- | ---------------------------- | --- | --- | --- | --- | --- | --- | --- | --- | --- | --- | --- | --- |
| 1                                      | Olimpio Alencar Jr           | 1   | 1   | 1   | 1   | NL  | 2   | 7   | 11  | 3   | Ret | 1   | 173 |
| 2                                      | Reinaldo Campello            | 3   | 12  | 6   | 3   | 10  | 4   | 4   | 9   | Ret | 8   | 9   | 169 |
| 3                                      | Zeca Giaffone                | 4   | 3   | 7   | Ret | 3   | 1   | 11  | 13  | 1   | 1   | 2   | 156 |
| 4                                      | Paulo Gomes                  | INF | NC  | 2   | 2   | Ret | 3   | 1   | 1   | Ret | 4   | Ret | 150 |
| 5                                      | Marcos Gracia                | 5   | 7   | 4   | 6   | 2   | 6   | 14  | 12  | 4   | 5   | 6   | 144 |
| 6                                      | Wilson Fittipaldi Jr         | 2   | 5   | 8   | 5   | Ret | Ret | 5   | DSQ | 6   | 10  | 8   | 141 |
| 7                                      | Ingo Hoffmann                | 11  | 6   | 5   | 4   | 1   | 5   | 12  | 3   | Ret | 2   | 21  | 133 |
| 8                                      | Luiz Alberto Pereira         | 7   | 4   | 3   | Ret | 6   | 7   |     | NL  | 2   | Ret | 5   | 86  |
| 9                                      | Luiz Pereira Bueno           | 10  | Ret | 16  | 7   | 7   | 8   |     |     | 8   | 7   | 3   | 70  |
| 10                                     | Alfredo Guaraná Menezes      | 12  | 2   |     |     | DSQ |     | 13  | 16  | 5   |     | Ret | 67  |
| 11                                     | Chico Serra                  | 18  | 9   | Ret | 9   | 4   | 9   |     |     | 7   | 9   | 13  | 63  |
| 12                                     | Edgar Mello Filho            | 6   | 8   | 10  | Ret | NL  |     |     |     | Ret |     |     | 63  |
| 13                                     | Julio Tedesco                | 16  | 10  | 11  | 8   | 5   | Ret |     |     | Ret |     | 7   | 45  |
| 14                                     | Paulo Valiengo               | 8   | Ret | Ret | Ret | NL  | Ret |     |     | 14  | Ret | 10  | 30  |
| 15                                     | Luiz Aladino Osorio          |     |     |     |     |     |     |     |     |     | 3   |     | 26  |
| 16                                     | Ricardo Fontanari            |     |     | 9   |     | Ret |     |     |     |     |     | 4   | 17  |
| 17                                     | Renato Martins               | 13  | 15  | Ret | 10  | 8   | 10  |     |     | 9   | 6   | 11  | 13  |
| 18                                     | Sérgio Drugovich             |     | 11  | Ret |     |     |     |     |     |     |     | NQ  | 13  |
| 19                                     | Fabio Sotto Mayor            | 14  |     | 12  | 12  | 9   |     | 3   | 4   |     | NL  | 17  | 11  |
| 20                                     | Wagner França                | 9   |     |     |     |     |     |     |     |     |     | 14  | 10  |
| 21                                     | Denísio Casarini             | DNS |     |     | 14  | Ret | 14  |     | 10  | Ret | 11  | Ret | 10  |
| 22                                     | Jorge Cecílio                |     | 13  | 14  |     |     |     | 8   |     | Ret |     |     | 9   |
| 23                                     | Sidney Alves                 | 17  |     |     | 11  | Ret | 11  |     |     | 10  | 12  | 19  | 7   |
| 24                                     | Clóvis Navarro               |     | 16  | 17  |     | Ret | Ret |     |     |     |     |     | 6   |
| 25                                     | Vanderley de Brito           | 15  | 14  | 15  | 13  | NC  | 12  |     |     | 12  | 13  | 22  | 6   |
| 26                                     | Pedro Rodrigues              |     |     |     | Ret |     | 13  |     |     | 11  |     | Ret | 5   |
| 27                                     | Luiz Carlos Lanzoni          |     |     |     |     |     |     |     |     | Ret | Ret | 12  | 4   |
| 28                                     | Gilberto Hidalgo             |     |     | 13  |     | Ret | Ret |     |     | NL  |     |     | 3   |
| 29                                     | João Carlos Peixoto (Capeta) |     |     |     |     |     |     | 2   |     | 13  | Ret |     | 3   |
| 30                                     | Francisco Martin             |     |     | Ret |     |     |     |     |     | NL  | Ret | 15  | 1   |
| 31                                     | Eraldo Rosa                  |     |     |     | INF |     |     |     |     |     | Ret | 16  | 0   |
| 32                                     | Luís Lara Campos             |     |     | 17  |     |     |     | 9   | 5   |     |     |     | 0   |
| 33                                     | Dirceu Raupp Jr              |     |     | Ret |     |     |     |     |     |     |     | 18  | 0   |
| 34                                     | José Luís Barrinuevo         |     |     |     |     |     |     |     |     | NC  |     | 20  | 0   |
| 35                                     | Fernando Tradt               |     |     | NL  |     |     |     |     |     |     |     |     | 0   |
| 36                                     | Ricardo Baptista             |     |     | Ret | Ret |     |     |     |     |     |     |     | 0   |
| 37                                     | Rodrigo Mello                |     |     | Ret |     |     |     |     |     |     |     |     | 0   |
| 38                                     | Mauro Turcatel               |     |     | NPQ |     |     |     |     |     |     |     |     | 0   |
| 39                                     | Edmar Ferreira               |     |     |     |     | Ret |     | Ret | 2   |     |     |     | 0   |
| 40                                     | Sylvio de Barros             |     |     |     | Ret |     |     |     |     |     |     | INF | 0   |
| 41                                     | Guilherme Mottur             |     |     |     |     |     | Ret |     |     |     |     |     | 0   |
| 42                                     | Márcio Mauro                 |     |     | Ret |     |     |     |     |     |     |     |     | 0   |
| 43                                     | Leonardo Sánchez             |     | NQ  |     |     |     |     |     |     |     |     |     | 0   |
| Pilotos inelegíveis para marcar pontos |                              |     |     |     |     |     |     |     |     |     |     |     |     |
| -                                      | Manuel Fernandes             |     |     |     |     |     |     | 10  | Ret |     |     |     | -   |
| -                                      | João Pedro de Castro         |     |     |     |     |     |     | Ret | 15  |     |     |     | -   |
| -                                      | Cairo Fontes                 |     |     |     |     |     |     | Ret | 6   |     |     |     | -   |
| -                                      | Pedro Queiroz Pereira (PQP)  |     |     |     |     |     |     | 6   | Ret |     |     |     | -   |
| -                                      | Rufino Fontes                |     |     |     |     |     |     | Ret | 14  |     |     |     | -   |
| -                                      | Pedro Villar                 |     |     |     |     |     |     | 15  | Ret |     |     |     | -   |
| -                                      | Joaquim Moutinho             |     |     |     |     |     |     |     | 7   |     |     |     | -   |
| -                                      | Manoel Breyner               |     |     |     |     |     |     | Ret | 8   |     |     |     | -   |
| Pos                                    | Piloto                       | RJO | RJO | SPO | SPO | SPO | RJO | GPA | POR | CTB | SPO | INT | Pts |

| Cor      | Resultado            |
| -------- | -------------------- |
| Ouro     | Vencedor             |
| Prata    | 2º lugar             |
| Bronze   | 3º lugar             |
| Verde    | Terminou, nos pontos |
| Azul     | Terminou, sem pontos |
| Púrpura  | Retirou-se (Ret)     |
| Vermelho | Não qualificado (NQ) |
| Preto    | Desqualificado (DSQ) |
| Branco   | Não largou (NL)      |
| Sem cor  | Não participou (NP)  |
| Sem cor  | Lesionado (Les)      |
| Sem cor  | Excluído (EX)        |